# (1265) Schweikarda
(1265) Schweikarda ist ein Asteroid des Hauptgürtels, der am 18. Oktober 1911 vom deutschen Astronomen Franz Kaiser in Heidelberg entdeckt wurde.
Der Asteroid wurde nach dem Geburtsnamen Schweikard der Mutter des Entdeckers benannt.